# Цзиньи-вэй

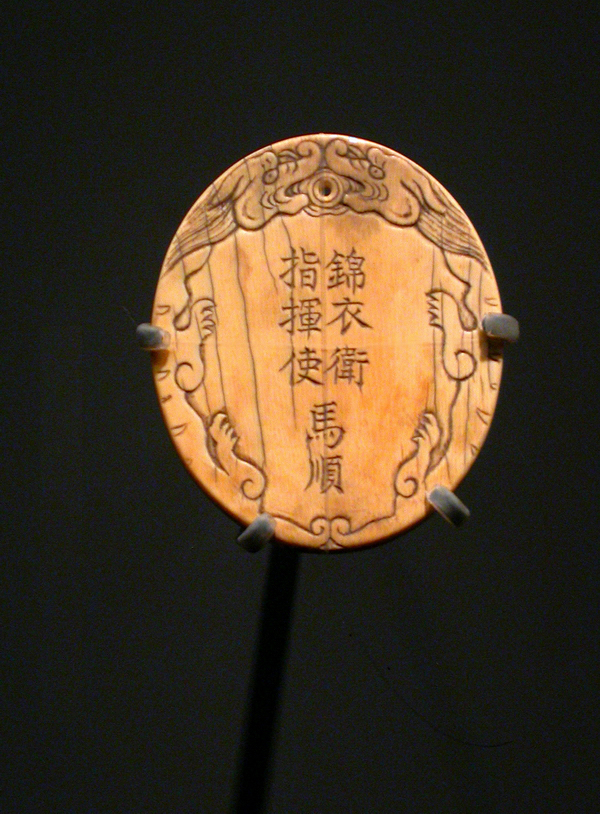
Охранная дощечка Цзиньи-вэй, гласящая: командир Цзиньи-вэй Ма Шунь (馬順)

Цзиньи-вэй (кит. трад. 錦衣衛, упр. 锦衣卫, пиньинь Jǐnyīwèi, буквально: «стража в парчовых одеждах») — тайная служба правителей империи Мин, основанная в 1382 году императором Чжу Юаньчжаном.

## История
Цзиньи-вэй зародилась в начале 1360-х годов. Это имя носили телохранители Чжу Юаньчжана во время битвы с Чэень Юляном. После того как Чжу основал Империю Мин и начал править под девизом «Хунъу», он стал сомневаться в лояльности своих подданных, и всегда был готов к возможным попыткам убийства или организации восстания, поэтому одной из первых обязанностей Цзиньи-вэй стал шпионаж за собственными гражданами, а позже и за чиновниками. Формально же организация была основана лишь в 1382 году и насчитывала порядка 500 членов. Их число выросло до 14 тысяч в течение трех лет.
В 1393 году император значительно ослабил полномочия Цзиньи-вэй, поскольку посчитал что они злоупотребляли своим полномочием во время расследования заговора генерала Лянь Ю. Когда в 1402 году император Юнлэ взошел на престол, он опасался что его подданные будут недовольным им, поскольку он сверг своего племянника Цзяньвэня. Он восстановил Цзиньи-вэй, чтобы укрепить свою власть.
Цзиньи-вэй просуществовала 262 года и была расформирована в 1644 году, когда мятежники во главе с Ли Цзычэнем свергли династию Мин.

## Служба
Цзиньи-вэй подчинялись только императору и были уполномочены отменять судебные разбирательства в отношении тех, кого они считали врагом народа. Они задерживали, допрашивали, арестовывали и наказывали без суда. Также агенты Цзиньи-вэй служили комиссарами в годы войны.

## В популярной культуре
- Гонконгский боевик 1985 года Секретная служба императора в оригинале называется кит. 錦衣衛 — Цзиньи-вэй.
- Братство клинков и его сиквел